# Místopředseda Státní rady Čínské lidové republiky
Místopředseda Státní rady Čínské lidové republiky (čínsky pchin-jinem Zhōnghuá Rénmín Gònghéguó Guówùyuàn Fùzǒnglǐ, znaky zjednodušené 中华人民共和国国务院副总理) je člen Státní rady (vlády) Čínské lidové republiky, který pomáhá předsedovi Státní rady (premiérovi) v jejím řízení. Nejvýše postavený z místopředsedů (první místopředseda) zastupuje premiéra v době jeho nepřítomnosti nebo neschopnosti vykonávat úřad. V hierarchii členů Státní rady místopředsedové stojí níže než předseda, ale výše než státní poradci a ministři.
Místopředsedové Státní rady jsou navrhováni premiérem a schvalováni parlamentem, Všečínským shromážděním lidových zástupců (VSLZ). Premiér ovšem předkládá návrh na kterém se sjednotilo vedení Komunistické strany Číny. Funkční období místopředsedů je stejné jako volební období parlamentu, pět let; v úřadě mohou setrvat nejvýše dvě funkční období. Odvoláni mohou být prezidentem, nebo parlamentem.
Místopředsedové Státní rady mohou současně stát v čele některého ministerstva, zpravidla však koordinují a řídí několik ministerstev. Patří k vlivným čínským politikům, bývají členy širšího vedení komunistické strany; od začátku 80. let, kdy byl počet místopředsedů Státní rady snížen na dva až šest, bývají členy jejího užšího vedení, politbyra, přičemž první místopředseda je členem stálého výboru politbyra, stejně jako premiér.
V letech 1949–1954 se funkce nazývala místopředseda Státní administrativní rady Ústřední lidové vlády.

## Seznam místopředsedů
Uvedení jsou v pořadí podle významu, tučně první místopředseda. CDNCA je Čínské sdružení pro demokratickou národní výstavbu, jedna z politických stran Čínské lidové republiky.
Během Kulturní revoluce byli mnozí místopředsedové terčem kritiky a represí (věznění, domácí vězení, přeložení mimo Peking), fakticky tak byli zbaveni funkce.
| Místopředsedové státní administrativní rady Ústřední lidové vlády | Místopředsedové státní administrativní rady Ústřední lidové vlády | Místopředsedové státní administrativní rady Ústřední lidové vlády | Místopředsedové státní administrativní rady Ústřední lidové vlády | Místopředsedové státní administrativní rady Ústřední lidové vlády | Místopředsedové státní administrativní rady Ústřední lidové vlády | Místopředsedové státní administrativní rady Ústřední lidové vlády |
| Volební období ČLPPS                                              | Místopředsedové státní administrativní rady Ústřední lidové vlády | Nástup do úřadu                                                   | Státní administrativní rada (vláda)                               | Funkční období rady                                               | Předseda Státní administrativní rady                              |                                                                   |
| ----------------------------------------------------------------- | ----------------------------------------------------------------- | ----------------------------------------------------------------- | ----------------------------------------------------------------- | ----------------------------------------------------------------- | ----------------------------------------------------------------- | ----------------------------------------------------------------- |
| 1.                                                                | Tung Pi-wu, Čchen Jün, Kuo Mo-žuo, Chuang Jen-pchej (CDNCA)       | 19. října 1949                                                    | Čou En-laj I                                                      | 1. října 1949 – 15. září 1954                                     | Čou En-laj                                                        |                                                                   |
| 1.                                                                | Teng Siao-pching                                                  | 7. srpna 1952                                                     | Čou En-laj I                                                      | 1. října 1949 – 15. září 1954                                     | Čou En-laj                                                        |                                                                   |

| Místopředsedové Státní rady | Místopředsedové Státní rady | Místopředsedové Státní rady | Místopředsedové Státní rady | Místopředsedové Státní rady       | Místopředsedové Státní rady                                         |
| Volební období VSLZ         | Místopředsedové Státní rady | Nástup do úřadu             | Státní rada (vláda)         | Funkční období rady               | Předseda Státní rady                                                |
| --------------------------- | --- | --------------------------- | --------------------------- | --------------------------------- | ------------------------------------------------------------------- |
| 1.                          | Čchen Jün, Lin Piao, Pcheng Te-chuaj, Teng Siao-pching, Teng C’-chuej, Che Lung, Čchen I, Ulanfu, Li Fu-čchun, Li Sien-nien | 28. září 1954               | Čou En-laj II               | 27. září 1954 – 27. dubna 1959    | Čou En-laj                                                          |
| 1.                          | Nie Žung-čen, Po I-po | 16. listopadu 1956          | Čou En-laj II               | 27. září 1954 – 27. dubna 1959    | Čou En-laj                                                          |
| 2.                          | Čchen Jün, Lin Piao, Pcheng Te-chuaj, Teng Siao-pching, Teng C’-chuej, Che Lung, Čchen I, Ulanfu, Li Fu-čchun, Li Sien-nien, Nie Žung-čen, Po I-po, Tchan Čen-lin, Lu Ting-i, Luo Žuej-čching, Si Čung-sün | 28. dubna 1959              | Čou En-laj III              | 27. dubna 1959 – 3. ledna 1965    | Čou En-laj                                                          |
| 3.                          | Lin Piao (zemřel 13. září 1971), Čchen Jün (1969 zbaven funkce), Teng Siao-pching (1968 zbaven funkce, od 10. března 1973 zpět v úřadě), Che Lung (zemřel 9. června 1969), Čchen I (zemřel 5. ledna 1972), Kche Čching-š’ (zemřel 9. dubna 1965), Ulanfu (1968 zbaven funkce), Li Fu-čchun (zemřel 9. ledna 1975), Li Sien-nien, Tchan Čen-lin, Nie Žung-čen, Po I-po (1966 zbaven funkce), Lu Ting-i (v květnu 1966 zbaven funkce), Luo Žuej-čching (1966 zbaven funkce), Tchao Ču (1967 zbaven funkce, zemřel 30. listopadu 1969), Sie Fu-č’ (zemřel 26. března 1972) | 4. ledna 1965               | Čou En-laj IV               | 3. ledna 1965 – 17. ledna 1975    | Čou En-laj                                                          |
| 4.                          | Teng Siao-pching (odvolán 7. dubna 1976, od 21. července 1977 zpět v úřadě), Čang Čchun-čchiao (zatčen v říjnu 1976, odvolán v červenci 1977), Li Sien-nien, Čchen Si-lien, Ťi Teng-kchuej, Chua Kuo-feng (od 2. února 1976 úřadující předseda Státní rady, od 7. dubna 1976 předseda státní rady), Čchen Jung-kuej, Wu Kuej-sien (rezignovala v září 1977), Wang Čen, Jü Čchiou-li, Ku Mu, Sun Ťien | 17. ledna 1975              | Čou a Chua                  | 17. ledna 1975 – 5. března 1978   | Čou En-laj (zemřel 8. ledna 1976), Chua Kuo-feng (od 7. dubna 1976) |
| 5.                          | Teng Siao-pching (odvolán 10. září 1980), Li Sien-nien (odvolán 10. září 1980), Sü Siang-čchien (odvolán 10. září 1980), Ťi Teng-kchuej (odvolán 16. dubna 1980), Jü Čchiou-li, Čchen Si-lien (odvolán 16. dubna 1980), Keng Piao, Čchen Jung-kuej (odvolán 10. září 1980), Fang I, Wang Čen (odvolán 10. září 1980), Ku Mu, Kchang Š’-en, Čchen Mu-chua | 5. března 1978              | Chua a Čao                  | 5. března 1978 – 10. června 1983  | Chua Kuo-feng (do 10. září 1980) Čao C’-jang (od 10. září 1980)     |
| 5.                          | Wang Žen-čung (odvolán 10. září 1980) | 26. prosince 1978           | Chua a Čao                  | 5. března 1978 – 10. června 1983  | Chua Kuo-feng (do 10. září 1980) Čao C’-jang (od 10. září 1980)     |
| 5.                          | Čchen Jün (odvolán 10. září 1980), Po I-po, Jao I-lin | 1. července 1979            | Chua a Čao                  | 5. března 1978 – 10. června 1983  | Chua Kuo-feng (do 10. září 1980) Čao C’-jang (od 10. září 1980)     |
| 5.                          | Ťi Pcheng-fej | 13. září 1979               | Chua a Čao                  | 5. března 1978 – 10. června 1983  | Chua Kuo-feng (do 10. září 1980) Čao C’-jang (od 10. září 1980)     |
| 5.                          | Čao C’-jang (předseda vlády od 10. září 1980), Wan Li | 16. dubna 1980              | Chua a Čao                  | 5. března 1978 – 10. června 1983  | Chua Kuo-feng (do 10. září 1980) Čao C’-jang (od 10. září 1980)     |
| 5.                          | Jang Ťing-žen, Čang Aj-pching, Chuang Chua | 10. září 1980               | Chua a Čao                  | 5. března 1978 – 10. června 1983  | Chua Kuo-feng (do 10. září 1980) Čao C’-jang (od 10. září 1980)     |
| 5.                          | 4. května 1982 byla Státní rada reorganizována, z dosavadních místopředsedů byli pouze Wan Li a Jao I-lin potvrzeni ve funkci, Jang Ťing-žen přešel do stranického aparátu a ostatní (Jü Čchiou-li, Keng Piao, Fang I, Ku Mu, Kchang Š’-en, Čchen Mu-chua, Po I-po, Ťi Pcheng-fej, Čang Aj-pching a Chuang Chua) byli zvoleni do nově zřízené funkce státních poradců (kromě nich byl státním poradcem zvolen ještě Čang Ťing-fu). |                             | Chua a Čao                  | 5. března 1978 – 10. června 1983  | Chua Kuo-feng (do 10. září 1980) Čao C’-jang (od 10. září 1980)     |
| 6.                          | Wan Li, Jao I-lin, Li Pcheng (od 24. listopadu 1987 úřadující předseda státní rady), Tchien Ťi-jün | 20. června 1983             | Čao C’-jang II              | 18. června 1983 – 9. dubna 1988   | Čao C’-jang (do 24. listopadu 1987)                                 |
| 6.                          | Čchiao Š’ | 12. dubna 1986              | Čao C’-jang II              | 18. června 1983 – 9. dubna 1988   | Čao C’-jang (do 24. listopadu 1987)                                 |
| 7.                          | Jao I-lin, Tchien Ťi-jün, Wu Süe-čchien | 12. dubna 1988              | Li Pcheng I                 | 9. dubna 1988 – 28. března 1993   | Li Pcheng                                                           |
| 7.                          | Cou Ťia-chua, Ču Žung-ťi | 8. dubna 1991               | Li Pcheng I                 | 9. dubna 1988 – 28. března 1993   | Li Pcheng                                                           |
| 8.                          | Ču Žung-ťi, Cou Ťia-chua, Čchien Čchi-čchen, Li Lan-čching | 29. března 1993             | Li Pcheng II                | 28. března 1993 – 17. března 1998 | Li Pcheng                                                           |
| 8.                          | Wu Pang-kuo, Ťiang Čchun-jün | 18. března 1995             | Li Pcheng II                | 28. března 1993 – 17. března 1998 | Li Pcheng                                                           |
| 9.                          | Li Lan-čching, Čchien Čchi-čchen, Wu Pang-kuo, Wen Ťia-pao | 18. března 1998             | Ču Žung-ťi                  | 17. března 1998 – 16. března 2003 | Ču Žung-ťi                                                          |
| 10.                         | Chuang Ťü (zemřel 2. června 2007), Wu I, Ceng Pchej-jen, Chuej Liang-jü | 17. března 2003             | Wen Ťia-pao I               | 16. března 2003 – 17. března 2008 | Wen Ťia-pao                                                         |
| 11.                         | Li Kche-čchiang, Chuej Liang-jü, Čang Te-ťiang, Wang Čchi-šan | 17. března 2008             | Wen Ťia-pao II              | 16. března 2008 – 15. března 2013 | Wen Ťia-pao                                                         |
| 12.                         | Čang Kao-li, Liou Jen-tung, Wang Jang, Ma Kchaj | 16. března 2013             | Li Kche-čchiang I           | 15. března 2013 – 19. března 2018 | Li Kche-čchiang                                                     |
| 13.                         | Chan Čeng, Sun Čchun-lan, Chu Čchun-chua, Liou Che | 19. března 2018             | Li Kche-čchiang II          | 18. března 2018 – 12. března 2023 | Li Kche-čchiang                                                     |
| 14.                         | Ting Süe-siang, Che Li-feng, Čang Kuo-čching, Liou Kuo-čung | 12. března 2023             | Li Čchiang                  | 12. března 2023 – 2028            | Li Čchiang                                                          |